# Micrathyria mengeri
Micrathyria mengeri är en trollsländeart. Micrathyria mengeri ingår i släktet Micrathyria och familjen segeltrollsländor.

## Underarter
Arten delas in i följande underarter:
- M. m. mengeri
- M. m. watsoni